# José Erick Correa
José Erick Correa Villero (Acandí, 20 luglio 1992) è un calciatore colombiano, attaccante del Nacional Potosí.